# 人工光合成

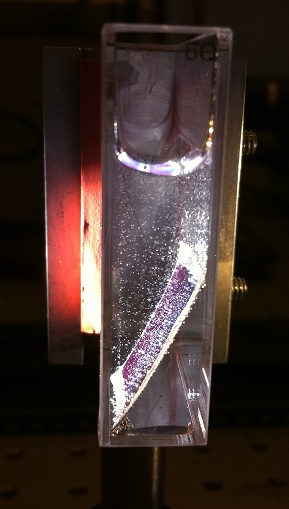
実験室環境での光合成の例。水に浸された触媒が、小さな容器（電池）に容れられ、太陽光を模した光に照らされる。見られる泡は（小容器の手前の）酸素と（小容器の後ろの）水素である。

人工光合成（じんこう こうごうせい、英: Artificial photosynthesis）は、光合成を人為的に行う技術。
自然界での光合成は、水・二酸化炭素と、太陽光などの光エネルギーから化学エネルギーとして炭水化物などを合成するものであるが、広義の人工光合成には太陽電池を含むことがある。
自然界での光合成を完全に模倣することは実現していないが、部分的には技術が確立しており、単純なエネルギー変換効率では植物を上回っている。

## 意義・実用化過程
エネルギー資源の化石燃料からの置き換え、また炭酸固定により、地球温暖化の原因と考えられている二酸化炭素の排出量抑制が期待される。従来の太陽電池では電力貯蔵の問題が生じるが、人工光合成では化学エネルギーを生成することにより、エネルギー貯蔵が容易になる。
人工光合成の研究の方向性として大きく2つあり、一つは、光エネルギーを使って｢水を分解して水素を作る研究｣で、もう一つは｢CO2を『還元』して有機化合物を合成する研究｣である。
太陽光エネルギーの何％を水素エネルギーに変えられるかという「エネルギー変換効率」は自然界の植物では0.3%であるが、コスト面の問題で商用的に実用化するには最低でも10％のエネルギー変換効率が必要とされる。2021年に変換効率10%台に達したとする報告があり、現在は耐久性の向上や低コスト化が進められている。

## 技術
光合成は、光エネルギーを化学エネルギーに変換する光化学反応（明反応）と、化学エネルギーから糖を合成するカルビン回路（暗反応）に大別できる。太陽光を集光する「光捕集系」ではクロロゾーム (Chlorosome) の人工的利用が研究されている。「反応中心」では酸化還元因子を組み込んだ合成ペプチドを利用した研究 や、自然界でのバクテリオクロロフィルに代え、亜鉛クロリンやフリーベースポルフィリンを用いた研究が行われている。Acr+-Mesを光触媒とし、白金クラスタを用いることによりNADHを電子源とし効率よく水素が発生することが発見された。水素はCO2固定触媒でギ酸として貯蔵することが考えられている。必要に応じてギ酸分解触媒により水素を取り出すことが可能である。二酸化炭素の固定に関しては、合理的な遺伝子操作を施したCO2固定酵素RuBisCOの利用が考えられる。
ランタンを1%ほどドープし、表面に酸化ニッケルを塗布したタンタル酸ナトリウムに波長300nm以下の紫外光を当てると水が分解され、酸素と水素を生じる。この反応は量子収率50%を越え、2005年日本国際博覧会にも出展されたが、紫外光しか使えないため実用化には至っていない。
ロジウムをドープしたチタン酸ストロンチウムは、可視光線を照射することにより水を還元し水素を発生する光触媒であることが発見され、同様に可視光で酸素を発生するバナジン酸ビスマスと組み合わせることにより、水の分解に成功している。この反応は電子の流れから「Zスキーム」と呼ばれるが、量子収率は約3%、太陽光エネルギーの変換効率は0.1%ほどである。
純粋な水の分解ではないが、硫黄系還元剤を含む水溶液に、金属の硫化物を触媒として可視光線を照射すると水素を生じる反応も発見されている。

## 歴史と実用化に向けた研究
太陽電池の研究は19世紀から始まり、1839年にフランスの物理学者アレクサンドル・エドモン・ベクレルが光起電力効果を発見。1884年にはアメリカの科学者チャールズ・フリッツが世界初の太陽電池を製作した。一方、光合成の研究は1910年頃から行われ、1956年にルドルフ・マーカスにより電子移動反応理論が発表された。1972年には東京大学の本多健一と藤嶋昭により、酸化チタン電極を用いて、紫外線を照射することにより水を水素と酸素に分解する本多-藤嶋効果が発表された。1974年から2000年にかけては、日本の新エネルギー研究プロジェクトであるサンシャイン計画、ニューサンシャイン計画が実行された。2011年には、根岸英一らと文部科学省とが人工光合成などの技術革新の具体化を進めることで合意した。
人工光合成に関連する研究の主体と内容を以下に記す。
- 2011年4月、大阪市立大学の神谷信夫らの研究チームは植物での光合成の基となるタンパク質複合体の構造を解明。同じ構造を持つ触媒により、2020年までに二酸化炭素と水からメタノール燃料の製造を行う構想を打ち出している[13]。
- 2011年9月は豊田中央研究所が世界で初めて、水と二酸化炭素と太陽光のみを用いた人工光合成に成功した[14]。特殊な光触媒を用いることで、犠牲薬を添加することなく擬似太陽光での有機物の生成を可能にした[15][16]。変換効率0.04%[2]。
- 2012年7月30日、パナソニックは窒化物半導体を利用した人工光合成システムを発表した。光電極側に窒化物半導体を使い、もう一方の金属触媒電極からギ酸を得るものであり、触媒の種類を変えることにより有機物の種類を選択できる[17][18]。2014年9月現在、エネルギー変換効率は0.3%と植物を越えており、今後の研究により実用化の目処である1.0%を達成できる可能性がある[19]。
- 2014年11月20日、東芝が変換効率1.5％という世界最高の変換効率を達成する材料を開発した[20]。
- 2015年7月20日、大阪市立大などの研究チームが、「人工光合成」の技術を使い、酢酸から自動車の燃料になるエタノールを作り出すことに成功したと発表[21]。
- 2016年12月5日、昭和シェル石油は燃料電池に使われるガス拡散電極を応用して、常温常圧下で水と二酸化炭素から太陽光のエネルギーだけでメタンとエチレンを合成することに成功したと発表した。同社は常温常圧下で太陽光エネルギーのみで炭化水素などの有用な物質を生成できたのは世界初としている[22]。
- 2018年8月27日、産業技術総合開発機構（NEDO）、人工光合成化学プロセス技術研究組合（ARPChem）、東京大学の共同チームが植物のエネルギー変換効率0.3%の約10倍となる太陽光エネルギー変換効率3.7％の非単結晶光触媒を開発したと発表[4][23]。同研究結果は、2018年7月31日に欧州科学誌「Energy & Environmental Science」のオンライン速報版で公開された[23]。
- 新エネルギー・産業技術総合開発機構（NEDO）は2014-2021年度計画で技術開発を進めている。光触媒で水を分解して得た水素を、工場や火力発電所から排出される二酸化炭素と合成触媒で反応させてオレフィンを生成し、プラスチック等の原料とする[24][25]。
- 2019年1月25日、産業技術総合開発機構（NEDO）、人工光合成化学プロセス技術研究組合（ARPChem）、東京大学の共同チームが窒化タンタル（Ta3N5）光触媒を用いて太陽光エネルギー変換効率5.5％を達成したと発表[26]。
- 2020年5月29日　新エネルギー・産業技術総合開発機構（NEDO）が世界初の100％に近い量子収率で水を分解する光触媒を開発[27]。
- 2021年4月21日、トヨタグループの研究所、豊田中央研究所が36cm角のセルで実現し、太陽光変換効率7.2％を達成したと発表した[28]。
- 2021年12月8日、豊田中央研究所は、1m角人工光合成セルでエネルギー変換効率10.5%を達成したと発表した[6][29][30][31]。
- 2023年10月27日、NTTは、太陽光エネルギーを利用する半導体光触媒と二酸化炭素を還元する金属触媒を電極として組み合わせた人工光合成デバイスを作製し、世界最長の350時間連続炭素固定を実現したと発表した[32]。

## 長所と短所および効率性
メリット：
- 太陽エネルギーは直接に変換されそして蓄積される。太陽光発電のセルでは、太陽光は電気へと変換される、そしてそのとき、二次的変換に結びついたなんらかの必要なエネルギーの損失をもって、保存のための科学的エネルギーに再度変換される。
- これらの反応の副産物は環境に優しい。人工的に合成された燃料は、輸送や家庭のために使える、カーボンニュートラルなエネルギー源になるだろう。
- 再生可能エネルギー発電の利用には、既存の自動車のEVへの置換、スマートグリッドや充電ステーションのような新たな送給電インフラ整備の莫大なコストがかかる。これに対し、人工光合成産物は従来の化石燃料を用いるシステムをほぼそのまま継続利用できる。またエネルギーだけでなく工業原料にも利用できる。

デメリット：
- 炭素などの原子を介して反応させるため理論効率が電子のみ移動する太陽光発電より低い。これは将来的にも効率で太陽光発電に勝てない事を意味する。
- 人工光合成に使う水の管理が必要になる。藻の発生などは死活問題となる。
- 太陽光発電の広い普及には設置場所の制約が少なかった事が理由にある。しかし人工光合成には水の管理、触媒の管理、そして作られた有機物水溶液を輸送する必要が有る。これらを考慮すると太陽光発電に対して維持管理コストで勝つ事がかなり難しくなる。
- 人工光合成に使う諸材料はしばしば水の中で腐食し、長期間の経時で太陽光発電よりも不安定になる。その存在において不活性もしくは劣化する、多くの水素触媒は、酸素に対して非常に敏感である；光による損傷も時間が経つ間に起きるかもしれない[33][34]。これは太陽光発電に対して耐久性で大きく劣る事を意味している。
- 費用は、エネルギー源の商業用の産出として、化石燃料と競合するには、（まだ）十分有利ではない[35]。
- 二酸化炭素から有機物の合成は電力のみでも可能である為、わざわざ維持管理が難しい人工光合成を広大な敷地で行うよりも、安価な太陽光発電で得られた電力を使い、工場などで有機物を合成した方が効率的である。[36][37]

触媒計画において扱われるひとつの重要なことは、効率性である、とりわけ実際に光の照射をどれだけシステムで活用できるかである。これは、化学的エネルギーへの光の変換が測定される、光合成の効率で比較しうる。光合成組織はおおよそ50％の太陽放射の投射を集めることができる、しかしながら変換能力の理論的な限界は、C3ならびにC4植物では順に4.6と6.0％である。実際には、光合成の効率は、熱帯気候のサトウキビのようないくつかの例を除いて、とても低く通常は1％以下である。対照的に、人工光合成の研究室の試作品についての報告された最大の効率は22.4％である。

## 引用文献

### ウェブサイト
- Biello, David (May 12, 2011), Plants versus Photovoltaics: Which Are Better to Capture Solar Energy?, Scientific American 2012年1月17日閲覧。

### 雑誌
- Andreiadis, Eugen S.; Chavarot-Kerlidou, Marielle; Fontecave, Marc; Artero, Vincent (September-October 2011). “Artificial Photocynthesis: From Molecular Catalysts for Light-driven Water Splitting to Photoelectrochemical Cells”. Photochemistry and Photobiology 87 (5):  946-964. doi:10.1111/j.1751-1097.2011.00966.x. PMID 21740444.
- Armaroli, Nicola; Balzani, Vincenzo (2016). “Solar Electricity and Solar Fuels: Status and Perspecties in the Context of the Energy Transition”. en:Chemistry - A European Journal 22 (1):  32-57. doi:10.1002/chem.201503580. PMID 26584653.
- Bonke, Shannon A. (2015). “Renewable fuels from concentrated solar power: Towards practical artifical photosynthesis”. Energy and Environmental Science 8 (9):  2791-2796. doi:10.1039/c5ee02214b.
- Brankenship, Robert E.; et al (13 May 2011). “Comparing Photosynthetic and Photovoltaic Efficiencies and Recognizing the Potential for Improvement”. Science 332 (6031):  805-809. Bibcode: 2011Sci...332..805B. doi:10.1126/science.1200165. PMID 21566184.
- Krassen, Henning; Ort, Sascha; Heberle, Joachim (2011). “In vitro hydrogen production-using energy form the sun”. Physical Chemistry Chemical Pysics 13 (1):  47-57. Bibcode: 2011PCCP...13...47K. doi:10.1039/C0CP01163K. PMID 21103567.